# 吉尔贝·罗梅耶-代尔贝
吉尔贝·罗梅耶-代尔贝（法语：Gilbert Romeyer-Dherbey，1934年—）是法国哲学家，曾是圣克卢丰特奈高等师范学校（École normale supérieure de Fontenay-Saint-Cloud）的学生，古代哲学史专家，长期在巴黎索邦大学（巴黎四大）任教，他在这里领导了里昂罗班研究中心（Centre Léon Robin），从1991年到2002年。此外，他是曼恩·德·比朗研究专家。